# Amour Anarchie
Ne doit pas être confondu avec Film d'amour et d'anarchie.
Albums de Léo Ferré
Les Douze Premières Chansons de Léo Ferré
(1969) La Solitude
(1971)
Singles
1. La « The Nana »
Sortie : 1970
2. Avec le temps
Sortie : 1971

Amour Anarchie (titre original complet : Amour Anarchie Ferré 70) est un album de Léo Ferré, paru en deux volumes successifs en mai et novembre 1970, puis en double album en décembre de la même année.

## Réception et postérité
Cet album a été classé en 2010 par la publication française du magazine Rolling Stone comme étant « le 24e meilleur album de rock français », et en 2017 par le magazine Les Inrocks comme étant « le 28e meilleur album de rock français » dans leurs hors-série "les 100 meilleurs albums français".
Pour découvrir les très nombreuses reprises des chansons de cet album, se reporter à la liste des interprètes de Léo Ferré.

## Titres
Textes et musiques sont de Léo Ferré, sauf mention contraire. 
| 1. | Le Chien             | 6:55 |
| 2. | Petite               | 5:02 |
| 3. | Poète, vos papiers ! | 5:25 |
| 4. | La Lettre            | 3:26 |

| 5. | La « The Nana »          | 4:27 |
| 6. | La Mémoire et la Mer     | 5:29 |
| 7. | Rotterdam                | 2:54 |
| 8. | Paris, je ne t'aime plus | 5:17 |
| 9. | Le Crachat               | 3:43 |

| 1. | Psaume 151  | 12:01 |
| 2. | L'Amour fou | 4:46  |
| 3. | La Folie    | 3:04  |

| 4. | Écoute-moi           | 3:57 |
| 5. | Cette blessure       | 3:58 |
| 6. | Le Mal               | 2:29 |
| 7. | Paris c'est une idée | 1:49 |
| 8. | Les Passantes        | 3:22 |
| 9. | Sur la scène         | 3:18 |

## Historique des éditions CD
La première édition sur CD de cet album date de 1989. L'intégrité de l'album original n'est pas respectée, son contenu étant éparpillé sur trois CD du coffret Avec le temps... 1960-1974. Le contenu de Amour Anarchie volume 1 se retrouve mêlé à celui de l'album L'Été 68, à l'exception du « Chien » et de « La « The Nana » », qui sont associés aux enregistrements réalisés avec Zoo pour l'album La Solitude. Les titres d'Amour Anarchie volume 2 sont mélangés avec les titres non « pop » de La Solitude et les trois premiers titres de l'album Il n'y a plus rien.
En 1999 ressort au format digipack le premier disque d'Amour Anarchie, dans son couplage et son habillage d'origine. Le volume 2 paraît en 2000. Ces éditions dites « originales » sont rééditées en 2004 et en 2010. Elles ne donnent pas les textes des chansons.
En 2003, à l'occasion de la sortie du coffret Léo chante Ferré (voir Discographie de Léo Ferré), Barclay-Universal réédite au format livre-disque Amour Anarchie sous sa forme de double album. L'habillage reprend partiellement celui de l'édition double-vinyle, sans le texte d'origine de Léo Ferré toutefois. Les textes des chansons sont donnés dans le livret et le couplage adjoint des titres « bonus » : trois titres enregistrés en public et tirés du super 45 tours Un chien à la Mutualité sur le premier disque ; le second inclus le 45 tours Avec le temps - L'Adieu ainsi qu'une nouvelle version studio de « La Vie d'artiste » datant de 1972.
| 10. | Le Chien (Enregistrement en public au Centre Culturel de Yerres (Val-de-Marne), le 13 décembre 1969)                                  | 6:52 |
| 11. | Paris, je ne t'aime plus (Enregistrement en public à la Maison de la Culture de Saint-Denis (Seine-Saint-Denis), le 10 décembre 1969) | 3:46 |
| 12. | Le Crachat (Enregistrement en public au Centre Culturel de Yerres (Val-de-Marne), le 13 décembre 1969)                                | 3:04 |

| 10. | L'Adieu (texte : Guillaume Apollinaire) | 2:14 |
| 11. | La Vie d'artiste (version parlée)       | 3:34 |
| 12. | Avec le temps                           | 4:23 |

L'édition 2013 de l'album écarte tout ce qui n'a pas été enregistré durant les sessions studio de 1970. Seules « Avec le temps » et « L'Adieu » s'ajoutent désormais au couplage d'origine, en fin du volume 2. « La Vie d'artiste » version 1972 est placée en bonus de l'édition 2013 de l'album La Solitude.
En 2021, la réédition des deux albums dans leur habillage d'origine au sein du coffret La Solitude : intégrale 1968-1974 propose L'Adieu à la fin du volume 1, et Avec le temps à la fin du volume 2 (ce qui, du point de vue de la stricte chronologie d'enregistrement, est le plus logique).

## Musiciens
- Zoo (pistes 1 et 5 du premier disque)
  - André Hervé : orgue électrique, piano
  - Pierre Fanen : guitare électrique
  - Michel Ripoche : trombone, saxophone ténor, violon électrique
  - Daniel Carlet : saxophones (alto, baryton, soprano), flûte, violon électrique
  - Michel Hervé : basse
  - Christian Devaux : batterie
- Lionel Gali : soliste violon (non crédité) (piste 2 du deuxième disque)
- Danièle Licari : voix (non créditée) (piste 2 du deuxième disque)

Les autres musiciens n'ont pas été identifiés à ce jour.

## Production
- Arrangements et direction musicale : Jean-Michel Defaye
- Prise de son : Gerhard Lehner, Claude Achallé (pistes 1 & 5 du premier disque)
- Coordination musicale : Pierre Chaillé
- Supervision : Richard Marsan
- Crédits visuels : Christian Rose, Geneviève Vanhaecke, Hubert Grooteclaes, Alain Marouani...
- Texte de la pochette originale (première édition double album) : Léo Ferré